# Adrian Martinez (acteur)
Ne doit pas être confondu avec Adrián Martínez.
Adrian Martinez, né le 20 janvier 1972 à New York, États-Unis, est un acteur américain.

## Biographie
Adrian Martinez est né le 20 janvier 1972 à New York, États-Unis.

## Filmographie

### Cinéma
- 1994 : Murder Magic de Windell Williams : l'huissier du tribunal
- 1996 : Love Is All There Is de Joseph Bologna et Renée Taylor : un danseur
- 1998 : Meurtre parfait (A Perfect Murder) d'Andrew Davis : ke jeune résistant
- 1999 : Some Fish Can Fly de Robert Kane Pappas : le bossu
- 2002 : In America de Jim Sheridan : le commerçant
- 2003 : Une si belle famille (It Runs in the Family) de Fred Schepisi : le portier de Mitchell
- 2003 : Pieces of April de Peter Hedges : un homme
- 2004 : New York Taxi (Taxi) de Tim Story : le Brésilien
- 2004 : Mail Order Wife d'Huck Botko et Andrew Gurland : Adrian
- 2004 : Men Without Jobs de Mad Matthewz : Wolfy
- 2004 : Corn de Dave Silver : le facteur
- 2004 : Downtown: A Street Tale de Rafal Zielinski : Frankie
- 2005 : L'Interprète (The Interpreter) de Sydney Pollack : Roland
- 2006 : Just Like the Son de Morgan J. Freeman : Glen
- 2006 : Bristol Boys de Brandon David Cole : Wancho
- 2007 : 7 h 58 ce samedi-là (Before the Devil Knows You're Dead) de Sidney Lumet : le garde de sécurité
- 2007 : Trainwreck: My Life as an Idoit de Tod Harrison Williams : Harris
- 2007 : Stanley Cuba de Per Anderson : Duarte
- 2008 : Top Job! (The Promotion) de Steve Conrad : Octavio
- 2008 : Mona d'Alan Kirschen : Bob
- 2008 : Corporate Affairs de Dan Cohen : Gregg Martinez
- 2008 : The Understudy de David Conolly et Hannah Davis : le gardien
- 2009 : Les Anges noirs : Mike
- 2009 : L'Attaque du métro 123 (The Taking of Pelham 1 2 3) de Tony Scott : le chauffeur de taxi
- 2009 : Veronika décide de mourir (Veronika Decides to Die) d'Emily Young : l'infirmier
- 2009 : Little New York (Staten Island) de James DeMonaco : l'officier Rodriguez
- 2009 : Don't Let Me Down de Cruz Angeles : Little Joe
- 2009 : Le Fiancé Idéal (The Good Guy) de Julio DePietro : Larry
- 2009 : Made for Each Other de Daryl Goldberg : Harry
- 2010 : Top Cops (Cop Out) de Kevin Smith : Tino
- 2010 : Kick-Ass de Matthew Vaughn : Ginger Goon
- 2010 : Une drôle d'histoire (It's Kind of a Funny Story) d'Anna Boden et Ryan Fleck : Johnny
- 2010 : Morning Glory de Roger Michell : Le gardien du vestibule d'IBS
- 2011 : Extrêmement fort et incroyablement près (Extremely Loud and Incredibly Close) de Stephen Daldry : Hector Black
- 2011 : Choose de Marcus Graves : un acteur
- 2011 : Hold-up (Flypaper) de Rob Minkoff : M. Clean
- 2012 : Piranha 2 3D (Piranha 3DD) de John Gulager : Big Dave
- 2012 : Casa de mi Padre de Matt Piedmont : Manuel
- 2012 : Putzel de Jason Chaet : Hector
- 2013 : American Bluff (American Hustle) de David O. Russell : Julius
- 2013 : La Vie rêvée de Walter Mitty (The Secret Life of Walter Mitty) de Ben Stiller : Hernando
- 2013 : Casse-tête chinois de Cédric Klapisch : le patron des coursiers
- 2013 : Bert and Arine's Guide to Friendship de Jeff Kaplan : Ernesto
- 2013 : Newlyweeds de Shaka King : Hernan
- 2013 : Home de Jono Oliver : Hector
- 2013 : A Miracle in Spanish Harlem de Derek Velez Partridge : Ernesto Rodriguez de la Torre
- 2014 : The Amazing Spider-Man : Le Destin d'un héros (The Amazing Spider-Man 2) de Marc Webb : le caissier de la Bodega
- 2015 : Diversion (Focus) de Glenn Ficarra et John Requa : Farhad
- 2015 : Sisters de Jason Moore : l'officier Harris
- 2015 : Chloe and Theo d'Ezna Sands : un acteur
- 2016 : Joyeux Bordel ! (Office Christmas Party) de Josh Gordon et Will Speck : Larry
- 2016 : White Girl d'Elizabeth Wood : Lloyd
- 2016 : Army of One de Larry Charles : un homme
- 2016 : 37 de Puk Grasten : Gonzales
- 2016 : Almost Paris de Domenica Cameron-Scorsese : Ricky
- 2017 : L.A. Rush (Once Upon a Time in Venice) de Mark et Robb Cullen : Tino
- 2018 : I Feel Pretty d'Abby Kohn et Marc Silverstein : Mason
- 2019 : La Belle et le Clochard (Lady and the Tramp) de Charlie Bean : Elliot
- 2020 : Le Beau Rôle (The Stand In) de Jamie Babbit : Banjo, le reporter
- 2021 : The Guilty d'Antoine Fuqua : Manny
- 2021 : iGilbert de lui-même : Gilbert Gonzalez
- 2022 : Measure of Revenge de Peyfa : Addison
- 2022 : Singleholic de Bryan Barber : Charlie / le Roi Arthur
- 2023 : Renfield de Chris McKay : Chris Marcos
- 2024 : Unfrosted : L'épopée de la Pop-Tart (Unfrosted) de Jerry Seinfeld : Tom Carvel
- 2025 : The Amateur de James Hawes : Carlos
- prochainement : The Man with the Bag d'Adam Shankman

#### Courts métrages
- 2008 : The Tree de Paul Starkman : l'homme qui boit de la bière
- 2010 : Wired Doll de Derek Velez Partridge : Victor
- 2010 : Trouble Child d'Adel L. Morales et Julio Antonio Toro : John
- 2010 : The Martyr de Dan Karlok : Ruben
- 2013 : Helena's Flushing de David Kim : Gomer
- 2016 : Some Last Day d'Adel L. Morales : Edgar

### Télévision

#### Séries télévisées
- 1993 : America's Most Wanted : Jimmy Ruiz
- 1998 : New York Police Blues (NYPD Blue) : Marco
- 2000 : New York 911 (Third Watch) : Sam Wolfe
- 2000 : Les Soprano (The Sopranos) : Ramone
- 2000 : Between the Lions : Le patron
- 2001 : The Job : Miguel Alvarez
- 2001 : Sex and the City : Le livreur
- 2001 - 2002 : Ed : Un homme
- 2001 / 2005 / 2008 : New York, section criminelle (Law and Order: Criminal Intent) : Le policier de l'aéroport / Kellogg / Amado
- 2002 : New York, police judiciaire (Law and Order) : Hector
- 2002 : Tribunal central (100 Centre Street) : Un policier
- 2002 : The Education of Max Bickford : Pete Boroni
- 2003 : Queens Supreme : Manuel Morales
- 2003 / 2010 : New York, unité spéciale (Law and Order: Special Victims Unit) : Emilio Vasquez / Stuart Linderby
- 2004 : The Jury : Anthony Parenti
- 2006 : Three Strickes : Chris Borges
- 2007 / 2009 : Flight of the Conchords : L'hôtelier / A.J.
- 2009 : Mercy Hospital (Mercy) : Hector
- 2009 : Delocated : Jay
- 2010 : How to Make It in America : Un acteur
- 2011 : The Onion News Network : Un acteur
- 2011 - 2012 : A Gifted Man : Hector
- 2013 / 2015 : Inside Amy Schumer : Jim / Un juré / Le livreur
- 2014 : RIP : Fauchés et sans repos (Deadbeat) : Hector
- 2014 : Louie : Un homme
- 2015 : Gotham : Irwin
- 2016 : Blacklist (The Blacklist) : Dumont
- 2016 : Falling Water : Marcos
- 2016 : The Jim Gaffigan Show : Un avocat
- 2017 : Blacklist: Redemption (The Blacklist : Redemption) : Dumont
- 2017 : No Activity : Roberto (voix)
- 2019 - 2020 : Stumptown : Tookie
- 2020 : Larry et son nombril (Curb Your Enthusiasm) : Harold
- 2023 : Only Murders in the Building : Gregg Rivera
- 2023 : Awkwafina Is Nora from Queens : Darryl
- 2024 : Sugar : Glen
- 2024 : Blue Bloods : Grady Simms
- 2024 : Elsbeth : Hugo
- 2024 : Ghosts : fantômes à la maison : Mike

#### Téléfilms
- 2003 : Undefeated de John Leguizamo : Chewey
- 2004 : Mise à nu (Strip Search) de Sidney Lumet : L'homme d'entretien
- 2004 : Bad Apple d'Adam Bernstein : Capitaine Ferry

### Jeux vidéo
- 2009 : Grand Theft Auto IV: The Lost and Damned : Brian Jeremy (voix)

### Réalisateur
- 2021 : iGilbert

### Scénariste
- 2021 : iGilbert